# Mikołaj Rej (młodszy)
Mikołaj Rej z Rejowca (łac.: Nicolaus Rey in Reiowiecz) herbu Oksza (ur. około 1535, zm. 1600) – działacz kalwiński, rotmistrz wojsk koronnych, najstarszy syn Mikołaja Reja i Zofii Kosnównej.

## Życiorys
Po śmierci ojca, drogą spadku oraz uzgodnień rodzinnych, Mikołaj Rej młodszy objął w posiadanie klucz rejowiecki (tj. miasto Rejowiec i przynależne do tych dóbr wsie Kobyle, Rubie, Wereszcze Szlacheckie i część Siennicy Różanej) oraz dwie połowy Stajnego; odziedziczone dobra w województwie krakowskim (Nagłowice, Topolę oraz dwór w Skalbmierzu) w 1574 roku odstąpił bratu Andrzejowi. W latach 1574–1575 przeniósł się na Litwę. W 1562 został rotmistrzem wojsk koronnych, brał udział w walkach Litwinów o Inflanty. W 1580 roku założył zbór kalwiński w Rejowcu. Zmarł pod koniec 1600 roku i został prawdopodobnie pochowany w ufundowanym przez siebie kościele kalwińskim w Rejowcu.

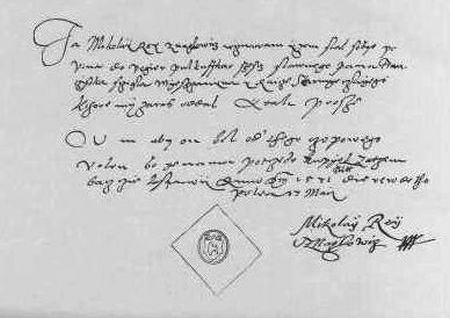
List Mikołaja Reja młodszego przez wiele lat uchodzący za autograf jego ojca - pisarza.

## Rodzina
Z Dorotą, córką wojewody litewskiego Jana Hlebowicza, miał synów: Mikołaja, Jana, Krzysztofa, Andrzeja i Jerzego. 
Rodzina Rejów wywodząca się od Mikołaja Reja młodszego wygasła jeszcze w 1 połowie XVII wieku.